# Marie Højlund
Marie Koldkjær Højlund (født 30. december 1979 i Silkeborg) er en dansk komponist og lydkunstner. Hun optræder og udgiver dels i eget navn og dels under navnet Marybell Katastrophy. Hun har tidligere været tilknyttet Tiger Tunes og desuden The Overheard; fra 2018 til 2019 var hun en del af den danske rockgruppe Nephew.
Sammen med Simon Kvamm har hun fortolket salmer i Aarhus Teaters Lyden af de skuldre vi står på under instruktion af Nicolei Faber og med scenografi af Christian Albrechtsen.
I 2018 bliver hun en del af Nephew og medvirker på deres første EP i fire år Vinter-i-ring. I sommeren 2018 spillede de på Roskilde Festivals Orange Scene og Smukfest i Skanderborg.
I 2020 udgav hun albummet Intet Er Nok under kunsternavnet Kh Marie, og hun arbejder på et andet album.
Marie Højlund har en ph.d. i audiodesign, og arbejder som adjunkt på Aarhus Universitets Institut for Kommunikation og Kultur - Informationsvidenskab.